# Lauri Virtanen
Lauri Virtanen (Finlandia, 3 de agosto de 1904-8 de febrero de 1982) fue un atleta finlandés, especialista en la prueba de 5000 m en la que llegó a ser medallista de bronce olímpico en 1932.

## Carrera deportiva
En los JJ. OO. de Los Ángeles 1932 ganó la medalla de bronce en la carrera de 5000 metros, con un tiempo de 14:44.0 segundos, llegando tras su paisano finlandés Lauri Lehtinen y el estadounidense Ralph Hill (plata).